# Теофілу Брага
Тео́філу Бра́га (порт. Teófilo Braga; 24 лютого 1843, Понта-Делгада, острів Сан-Мігел — 28 січня 1924, Лісабон) — португальський вчений, письменник і політичний діяч. Як представник ліберальної буржуазії Брага був учасником республіканського руху. Після революції 1910 року в Португалії очолював Тимчасовий уряд (1910—1911 роки). У 1915 році був президентом Республіки.

## Біографія
Вивчав право на юридичному факультеті Коїмбрського університету, у Лісабон переїхав у 1872 році, де почав працювати на філологічному факультеті Лісабонського університету, викладаючи літературу. В його літературному доробку виділяють праці таких напрямків: етнографія (казки і традиційні пісні), історія літератури, філософія, поезія. В філософській поемі «Видіння часу» (1864) Брага дотримувався позитивістської концепції історії. Брага — автор багатотомної «Історії португальської літератури» (1870—1873).
Політичну кар'єру розпочав у 1878 році, коли став депутатом від республіканців-федералістів. Обіймав різні посади в структурах Республіканської партії Португалії, входив до складу її політичної директорії.
28 серпня 1910 року був обраний депутатом від Лісабона. Після революції 5 жовтня того ж року, в результаті якої було повалено монархію (Мануел II), 6 жовтня стає головою Тимчасового уряду і одночасно виконуючим обов'язки глави новоствореної Португальської Республіки.
Після відставки Мануела де Арріаги, був обраний президентом Республіки конгресом 29 травня 1915 року (98 голосів «за», 1 голос «проти» і три голоси «утримались»). Таким чином, став тимчасовим перехідним президентом до 5 жовтня 1915 року, коли було гловою держави став Бернардіну Машаду.
Був одружений з Марією ду Карму Шавієр, з якою мав 3 дітей.
Після закінчення президентських повноважень, Теофілу Брага повністю присвятився літературній діяльності. Помер у своєму робочому кабінеті 28 січня 1924 року у Лісабоні. Пізніше прах Теофілу Браги було перенесено до Національного Пантеону Португалії — місця, де поховані деякі відомі португальці.